# Xã Jonesfield, Michigan
Xã Jonesfield (tiếng Anh: Jonesfield Township) là một xã thuộc quận Saginaw, tiểu bang Michigan, Hoa Kỳ. Năm 2010, dân số của xã này là 1.667 người.